# Irenäus
Irenäus ist ein männlicher Vorname und ein Familienname.

## Herkunft und Bedeutung
Der Name stammt aus dem Griechischen und ist abgeleitet von dem Wort εἰρηνη (eirene) für Friede; Εἰρηναῖος Eirenaios bedeutet also „der Friedliche“, „der Friedfertige“.

## Namenstage
28. Juni (nach Irenäus von Lyon); 23. August oder 26. August (nach dem Märtyrer Irenäus)

## Varianten
- Eirenaios, griechisch
- Irénée, französisch
- Ireneo, italienisch und spanisch
- Ireneu, katalanisch
- Irineu, portugiesisch
- Polnische Form des Namens: Ireneusz; Koseform/Abkürzung: Irek

- Weibliche Formen des Namens sind Irene und Irina.

## Bekannte Namensträger

### Einname Irenäus
- Irenäus von Lyon (135–202), Kirchenvater
- Irenäus (und Abundius), († 258 in Rom), Märtyrer und Heiliger, Gedenktag 23. oder 26. August
- Irenäus zu Chiusi († 275), Diakon
- Irenaeus von Sirmium († 304), christlicher Bischof in der Stadt Sirmium
- Irenäus von Niš (1930–2020), 2010–2020 Metropolit von Belgrad und Karlovci, Erzbischof von Peć und serbisch-orthodoxer Patriarch

### Vorname Irenäus
- Irenäus Bierbaum (1843–1907), deutscher Franziskaner, Lektor für Theologie und Ordensoberer
- Irenäus Eibl-Eibesfeldt (1928–2018), österreichischer Verhaltensforscher
- Irenäus Dornier (* 1959), deutscher Unternehmer
- Irenäus Wolfgang Totzke (1932–2013), deutscher Musik- und Liturgiewissenschaftler, Komponist, Theologe, Mönch und Archimandrit

Zweitvorname
- Heinrich Irenaeus Quincke (1842–1922), deutscher Internist und Hochschullehrer

### Vorname Irénée
- Irénée-Jules Bienaymé (1796–1878), französischer Wahrscheinlichkeitstheoretiker und Statistiker
- Irénée Hausherr (1891–1978), französischer Jesuit, Professor für Patristik und ostkirchliche Spiritualität
- Irénée Peyrot (* 1972), französischer Kirchenmusiker und Organist
- Irénée Rochard (1906–1984), französischer Bildhauer

### Vorname Ireneo
- Ireneo Affò (1741–1797), italienischer Frenziskaner, Kunsthistoriker, Schriftsteller und Numismatiker
- Ireneo Aleandri (1795–1885), italienischer Ingenieur, Baumeister und Architekt
- Ireneo A. Amantillo (1934–2018), philippinischer Ordensgeistlicher und römisch-katholischer Bischof von Tandag
- Ireneo García Alonso (1923–2012), spanischer Geistlicher und römisch-katholischer Bischof von Albacete
- Ireneo L. Lit, Jr. (* 1960), philippinischer Entomologe

### Vorname Ireneu
- Ireneu Segarra i Malla (1917–2005), katalanischer Benediktiner, Kirchenmusiker, Chorleiter und Komponist

### Vorname Ireneusz
- Ireneusz Czop (* 1968), polnischer Film- und Theaterschauspieler
- Ireneusz Grabowski (1966–2010), polnischer Autor, Komponist, Arrangeur und Musiker
- Ireneusz Irediński (1939–1985), polnischer Dichter, Prosaist, Dramaturg, Liedermacher, Drehbuch- und Hörspielautor
- Ireneusz Jeleń (* 1981), polnischer Fußballspieler
- Ireneusz Paweł Karolewski (* 1971), polnischer Politikwissenschaftler
- Ireneusz Kluczek (1940–2019), polnischer Leichtathlet
- Ireneusz Pacula (* 1966), polnisch-deutscher Eishockeyspieler
- Ireneusz Paliński (1932–2006), polnischer Gewichtheber
- Ireneusz Pękalski (* 1950), polnischer Bischof
- Ireneusz Raś (* 1972), polnischer Politiker

### Vorname Irineos
- Irineos Galanakis (1911–2013), griechisch-orthodoxer Bischof

### Vorname Irineu
- Irineu de Almeida (1873–1916), brasilianischer Musiker und Komponist
- Irineu Andreassa (* 1949), brasilianischer Ordensgeistlicher und römisch-katholischer Bischof von Ituiutaba
- Irineu Esteve Altimiras (* 1996), andorranischer Skilangläufer
- Irineu Danelón (* 1940), brasilianischer römisch-katholischer Ordensgeistlicher und emeritierter Bischof von Lins
- Irineu Gassen (* 1942), brasilianischer Ordensgeistlicher und emeritierter römisch-katholischer Bischof von Vacaria
- Irineu Marinho  (1876–1925), brasilianischer Journalist
- Irineu Roman (* 1958), brasilianischer Ordensgeistlicher und römisch-katholischer Erzbischof von Santarém
- Irineu Roque Scherer (1950–2016), brasilianischer römisch-katholischer Geistlicher und zuletzt Bischof von Joinville
- Irineu Sílvio Wilges (1936–2022), brasilianischer Ordensgeistlicher, römisch-katholischer Theologe und Bischof von Cachoeira do Sul

### Familienname Irenäus
- Christoph Irenäus (um 1522–1595), deutscher Theologe und Reformator